# Pappa vet bäst?
Pappa vet bäst? var en TV-programserie med tävlingar för hela familjen från SVT i Malmö 1977 med komikerna Stellan Sundahl och Gunnar Bernstrup, samt Lisette Schulman som programledare. Musik av Jan "Tollarparn" Erikssons Trio. Producent var Kåge Gimtell.
I varje avsnitt tävlade vardera två familjer i kunskaper och färdigheter och om huruvida övriga familjemedlemmar trodde den respektive utvalde medlemmen om att klara frågan/uppgiften eller inte, det vill säga hur väl känner familjemedlemmar varandra egentligen. Tävlandet varvades med sketcher och musik, och serien var tämligen populär.